# Louise-Joséphine Sarazin de Belmont
Louise-Joséphine Sarazin de Belmont (Versailles, 14 februari 1790 – Parijs, 9 december 1870) was een Franse schilder bekend om haar landschappen.

## Leven en werk
Louise-Joséphine was een leerlinge van Pierre-Henri de Valenciennes, en heeft geëxposeerd bij de Parijse salon vanaf 1812. Ze won een medaille tweede klasse in 1831, en een medaille eerste klasse in 1834. 
Ze schilderde architectuur en landschappen, soms in de stijl van de Italianisanten. 

## Afbeeldingen

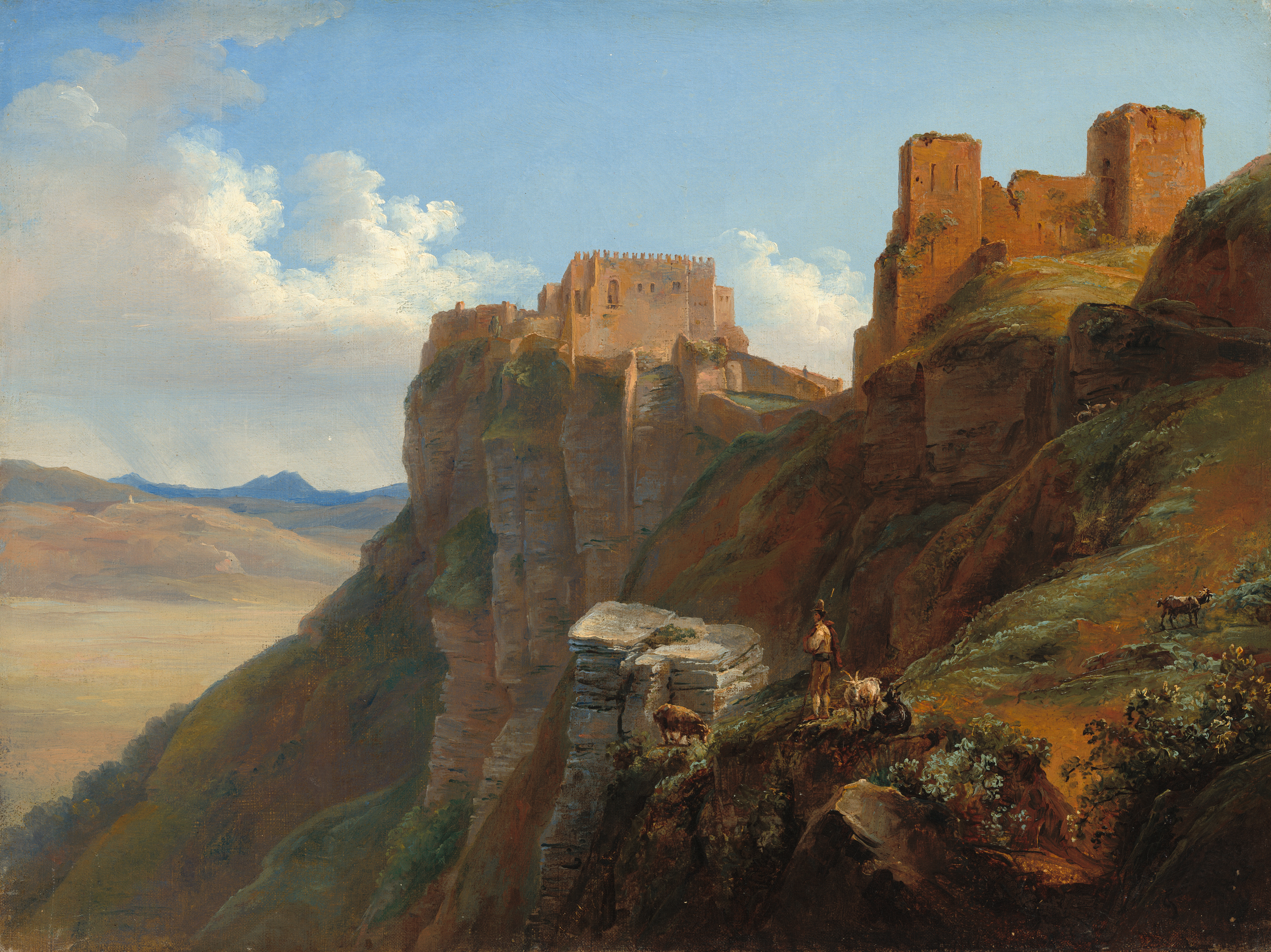
Castello di San Giuliano, vlak bij Trapani, Sicilië. Olieverf op doek, 1824 - 1826.
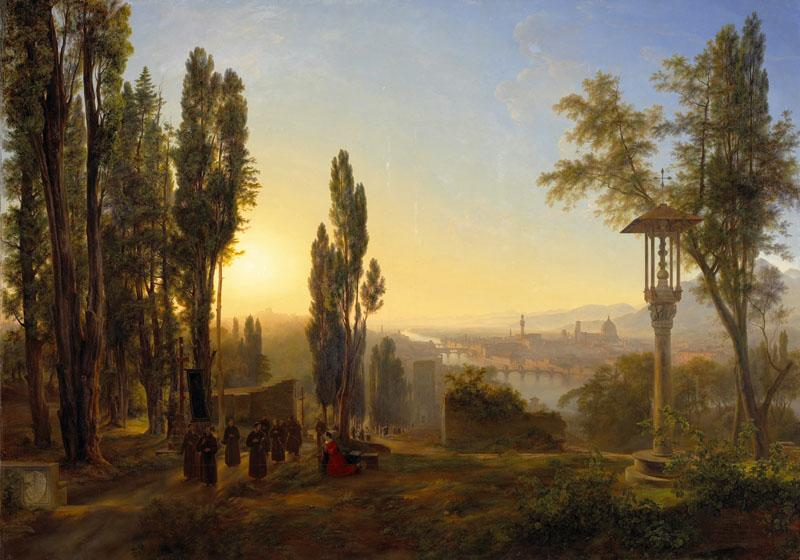
Uitzicht op Florence. Olieverf op doek, 1842  - 1859.
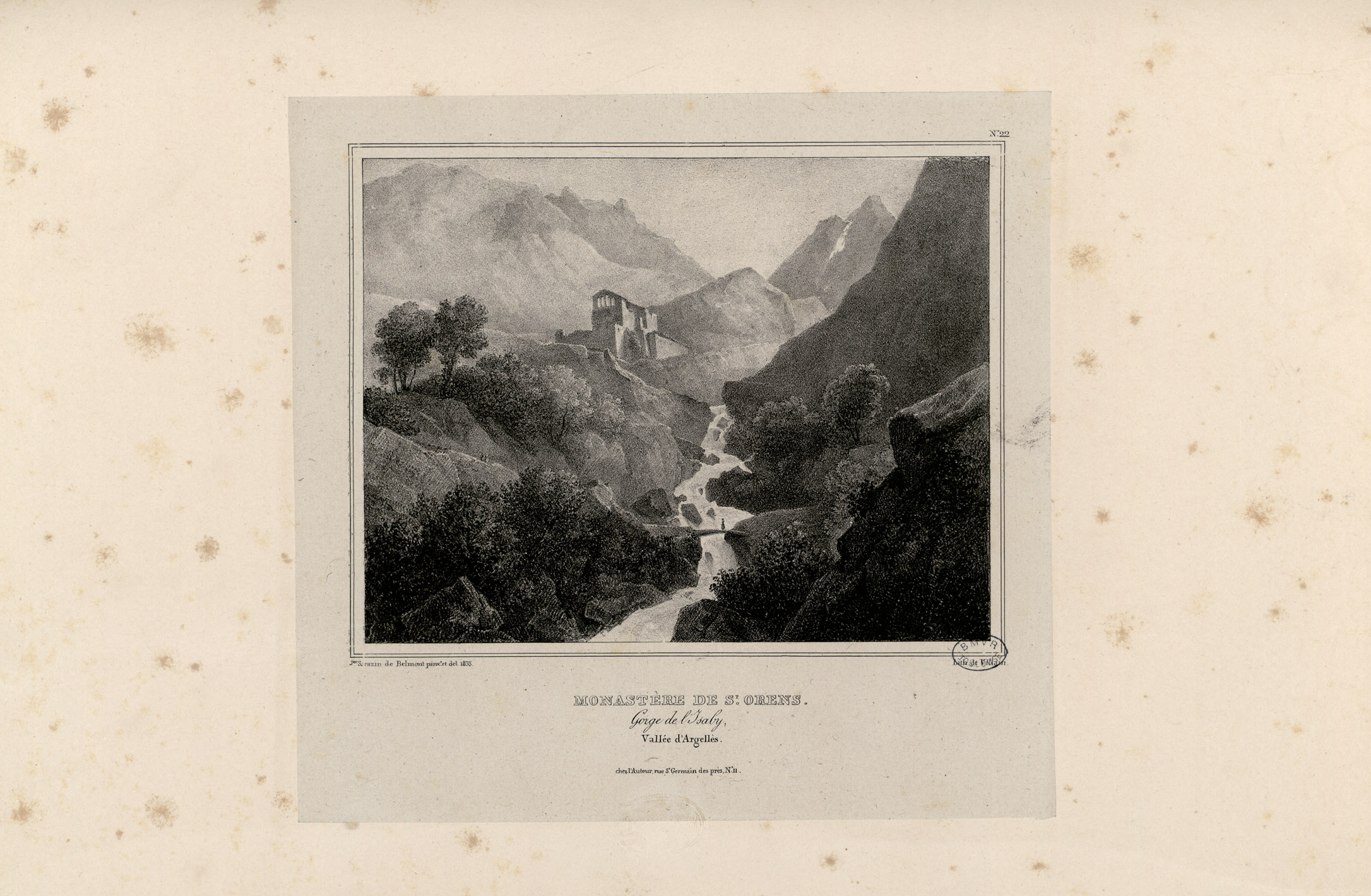
Klooster van St Orens. Litho, 1831 - 1833.